# 宮城第三水力発電所

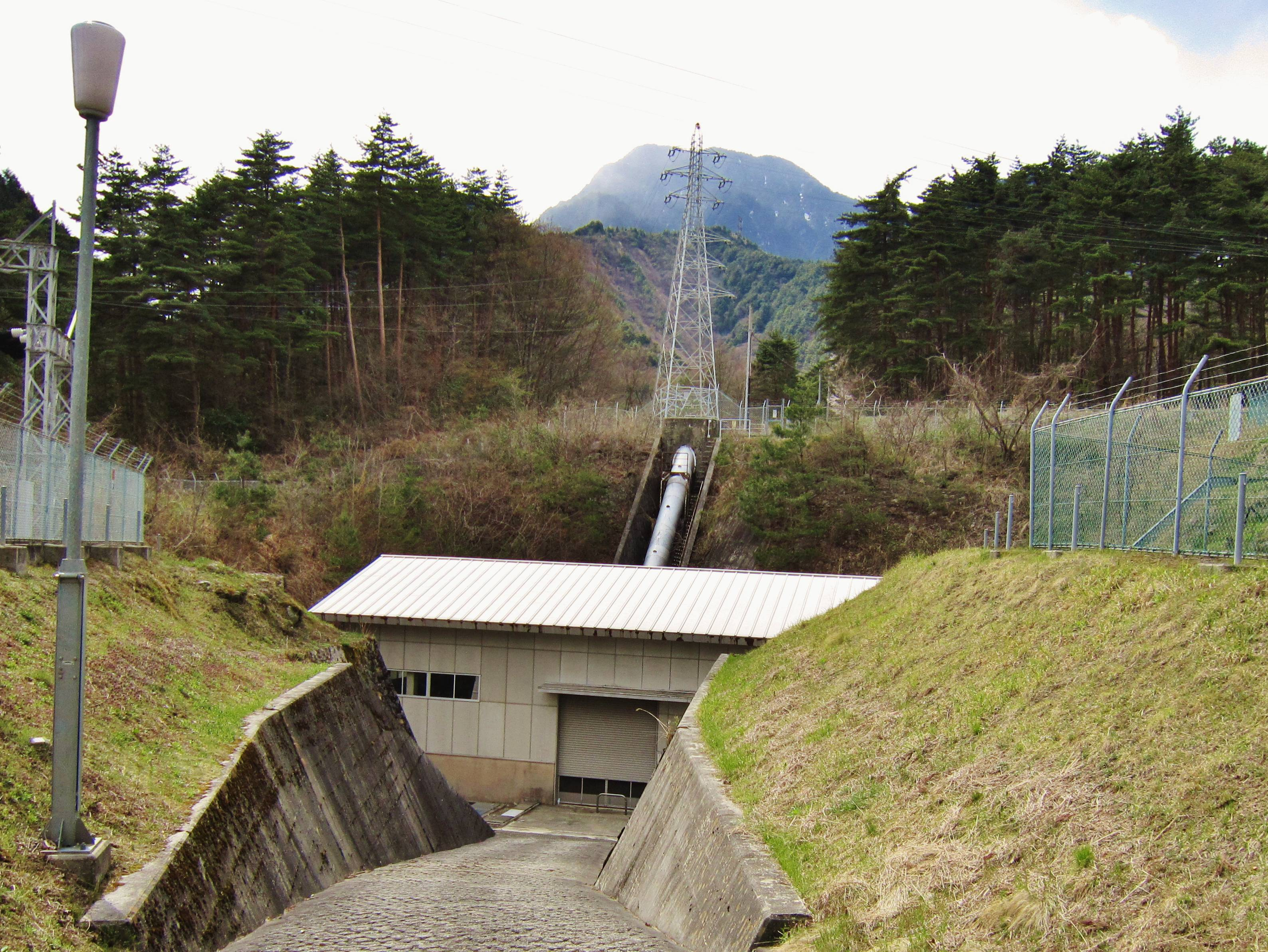
宮城第三水力発電所

宮城第三水力発電所（みやしろだいさんすいりょくはつでんしょ）は、中部電力の水力発電所である。

## 所在地
- 長野県安曇野市穂高有明宮城

## 概要
- 河川：中房川
- 最大出力：720kW
- 周波数：50Hz
- 水路式
- 有効落差：44.55m
- 運用開始：1920年（大正9年）12月
- 明治時代の電力会社安曇電気が発電所を建設。